# Spišskosobotská kronika
Spišskosobotská kronika (nem. Georgenberger Chronik, maďarsky. Szepesszombati krónika nebo Szepesszombati krónikának) je německy psaná kronika z druhé poloviny 15. století, objevená ve Spišské Sobotě a podle ní pojmenovaná. Její text byl ukryt v kodexu o 25 foliích, který obsahoval rukopis Spišské právní knihy (Zipser Willkür).:s.102 Autorem kroniky je neznámý spišský kronikář z 15. století, který zaznamenával historické události v Uhrách a zejména na Spiši, přičemž poslední zaznamenané události jsou z roku 1457. Jako historický pramen pro studium středověké němčiny byla Spišsko-sobotská kronika v roce 1986 prohlášena za kulturní památku. Úplný text Spišskosobotské kroniky ve slovenštině byl vydán v roce 1995 jako součást knihy Kroniky středověkého Slovenska.:s.104-111 Spišskosobotská kronika je nyní uložena v archivu města Spišská Sobota v Archivu města Poprad, který je součástí Státního archivu v Prešově.

## Obsah
Kronika představuje dějiny Uher od roku 997 do roku 1457. Autor se zabývá etnografií Uher a Spiše nebo křížovými výpravami, v nichž zdůrazňuje vedoucí úlohu německých vojsk. Za největší vládce Uher považuje etnické Němce a zdůrazňuje loajalitu spišských Němců vůči uherské koruně.  Kromě událostí v Uhrách líčí i události spojené se Spíší, např. příchod Němců na Spiš za vlády Bély II, stavbu ochranné hradby na Kláštorisku, založení a požár města Levoče, zpustošení Spiše vojsky Ladislava IV. atd. Zajímavý je záznam o rabování husitů na Spiši v roce 1433.

## Zdroje a prameny kroniky
Kronika začíná výkladem o uherském národopisu, v němž autor jako zdroj uvádí Uherskou kroniku (dy vngerische cronica). Jedná se pravděpodobně o jednu z kronik sepsaných ve 14. století, nejspíše z Uherské kroniky (Ungarische Cronica) Jindřicha z Mügelnu nebo z Vídeňské malované kroniky. V části o tatarském vpádu v letech 1241-1244 odkazuje na Souběžnou kroniku papežů a císařů a o sedmi obdobích světa (dy cronica Martiniana) Martina z Opavy, kronikáře a právníka 13. století. Kronika Spišské Soboty později sloužila jako pramen v pozdější historiografii Spiše, zejména v díle levočského kronikáře Gašpara Haina z roku 1687.